# Fernando Garibay

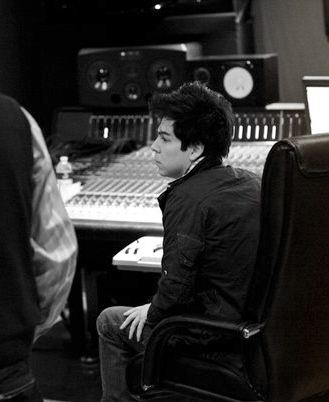
Fernando Garibay

Fernando Garibay ist ein US-amerikanischer Produzent und Popmusik-Komponist.

## Erste Produktionen
Seine erste Platte produzierte Garibay nach eigenen Aussagen mit sechzehn Jahren. In den Jahren von 1998 bis 2006 produzierte er wiederholt Songs von international bekannten Künstlern wie Enrique Iglesias, Ricky Martin, Will Smith, Sting und anderen. Sein erster großer Erfolg war jedoch die Debüt-Single von Paris Hilton, Stars Are Blind, eine Arbeit, die ihm zwar wenig Gegenliebe bei Musik-Kritikern brachte (Zitat: The result is… actually not as bad as you'd think..), dafür aber den Ruf eines potentiellen Hit-Lieferanten.

## Der Durchbruch
2008 arbeitete er zusammen mit der damals noch unbekannten Lady Gaga an Songs für Britney Spears Album Circus (u. a. Quicksand). Diese Zusammenarbeit setzten die beiden nach Gaga’s Durchbruch fort und schrieben und produzierten zusammen den Song „Dance in the Dark“, der zum Opener von Lady Gaga’s „Monster Ball Tour“ avanciert war. Außerdem ist er an der Produktion von Born This Way beteiligt gewesen.
2009 konnte Garibay u. a. für U2, Whitney Houston und die Sugababes Songs schreiben und produzieren. Zuletzt arbeitete er zusammen mit Max Martin an einer neuen CD von Britney Spears.